# 蘇拉卡爾塔棋
苏拉卡尔塔棋（Permainan、Surakarta），是流傳於印尼爪哇島地區的兩人棋類，棋名原文Permainan，印尼語是遊戲之意，後來法國人取為Surakarta取自該地名苏拉卡尔塔（也称梭罗）。
類似棋類有中國的田螺旋棋、旋螺运、旋回棋、呼雷炮、唿雷打炮、旋轉棋；朝鮮半島的轉車棋，最大差異點在苏拉卡尔塔棋能斜走一格、與吃子時才能走螺旋。

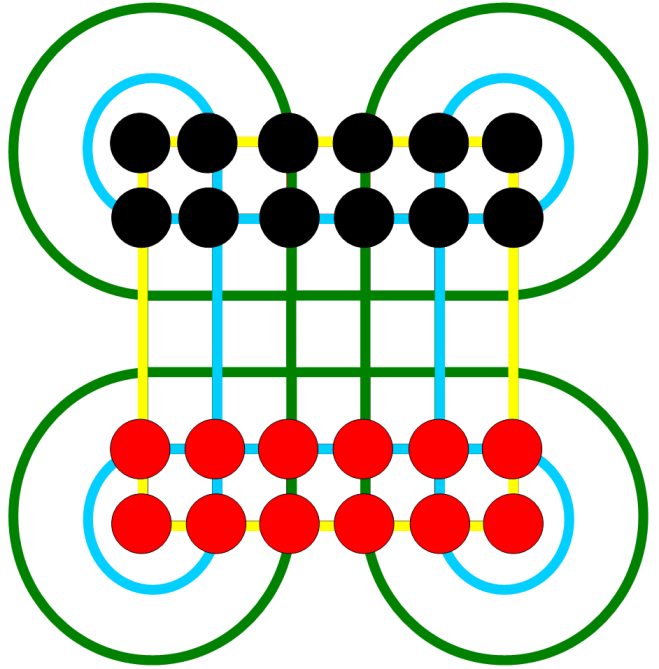
苏拉卡尔塔棋初始設定

## 棋具
- 棋盤為六橫六豎的橫縱線交叉，每方的次底橫線、第三橫線從左右兩側繞以兩百七十度圓弧延伸，從右邊分別連結至第二右縱線、第三右縱線；從左邊延伸則分別連結至第二左縱線、第三左縱線。因此正方形的直狀棋線為內棋線、圓弧狀線則為外棋線。

- 每方有十二枚棋子，以兩色區分敵我。

## 規則
- 棋子皆放在棋點。每方棋子放在底橫線、次底橫線作為初始位置。

- 玩家每回合能選擇以下兩種行動之一：
  - 鄰移：移動一己子朝八方之一移動至空鄰點，但不得經過外棋線。
  - 旋吃：沿內棋線作直線移動，必須經過外棋線轉彎，又移入沿內棋線作直線移動，不得轉折，直到遇到敵棋方停止，並將後者移出遊戲。

- 消滅所有敵棋者獲勝[11]。

## 外部連結
- 遊戲介紹 （页面存档备份，存于）
- 遊戲下載